# Giovanni Carafa di Noja

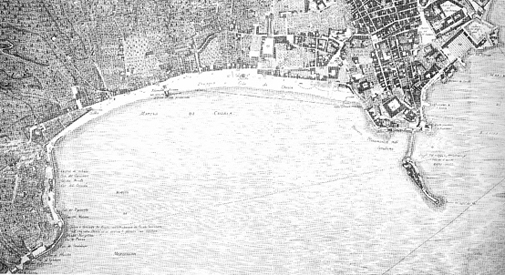
La città di Napoli rappresentata nella Mappa del Duca di Noja (particolare da Mergellina fino al Castel dell'Ovo e Palazzo Reale)

Giovanni Carafa di Noja (Noja, 4 giugno 1715 – Napoli, 9 luglio 1768) è stato un nobile e matematico italiano, VII duca di Noja (oggi Noicattaro).

## Biografia
Visse alla corte del Re di Napoli, distinguendosi per la vasta cultura unita alla passione antiquaria e numismatica. 
Possedeva uno splendido palazzo in via Monte di Dio. Spese ingenti somme per il suo personale museo; dopo la morte nel 1758 le sue collezioni passarono al museo borbonico ed ora si possono ammirare nel Museo archeologico nazionale di Napoli. 
Ci ha lasciato la Carta topografica di Napoli e dintorni, conosciuta anche come Mappa del Duca di Noja, progetto ambizioso mai tentato prima di allora che fu completato dopo la sua morte. La mappa è considerata un capolavoro della cartografia del Settecento.